# U-Bahnhof Lodi TIBB
Der U-Bahnhof Lodi TIBB ist ein unterirdischer Bahnhof der U-Bahn Mailand. Er befindet sich auf der Linie M3 unter dem Piazzale Lodi. Bei der Benennung wird auch das große Industriekonzern TIBB erwähnt, dessen Sitz direkt am Platz war.

## Geschichte
Der U-Bahnhof Lodi TIBB wurde am 12. Mai 1991 als Teil der Verlängerung von Porta Romana zur neuen Endstation San Donato in Betrieb genommen.
Der ursprünglich vorgesehene Name für den Bahnhof war Porta Romana FS, wegen seiner Nähe zum gleichnamigen S-Bahnhof. Später wurde aber entschlossen, den Namen Porta Romana für den U-Bahnhof am gleichnamigen Stadttor zu verwenden: der Bahnhof am Piazzale Lodi hätte Tecnomasio (nach dem Tecnomasio Italiano Brown Boveri – TIBB) heißen müssen. Die endgültige Entscheidung für eine bessere Orientierung der Fahrgäste war aber Lodi TIBB.

## Lage
Der Bahnhof befindet sich in unterirdischer Lage unter dem Piazzale Lodi. Der Bahnhof verfügt über zwei Gleise mit Seitenbahnsteigen. Über dem Gleisniveau befindet sich ein Zwischengeschoss mit Zutrittskontrolle. Die architektonische Ausstattung wurde wie bei allen Bahnhöfen der Linie M3 von den Architekten Claudio Dini und Umberto Cappelli gestaltet.

## Anbindung
Am U-Bahnhof bestehen Umsteigemöglichkeiten von der Linie M3 zur Obuslinien 90/91 und 92 der Azienda Trasporti Milanesi sowie zu einigen Buslinien.
Nur wenige Hunderte Meter entfernt ist der S-Bahnhof Porta Romana zu erreichen.
| Linie | Verlauf |
| ----- | --- |
|       | Comasina – Affori FN – Affori Centro – Dergano – Maciachini – Zara – Sondrio – Centrale FS – Repubblica – Turati – Montenapoleone – Duomo – Missori – Crocetta – Porta Romana – Lodi TIBB – Brenta – Corvetto – Porto di Mare – Rogoredo FS – San Donato |